# Romarigães
Romarigães ist eine Gemeinde (Freguesia) im nordportugiesischen Kreis Paredes de Coura. In ihr leben 224 Einwohner (Stand 19. April 2021).